# ليندا كيلي
ليندا كيلي (بالإنجليزية: Linda Kelly)‏ هي مؤرخة أدبية ومؤرخة بريطانية، ولدت في 1936، وتوفيت في 12 يناير 2019.